# Dīmītrīs Kleanthous
Dīmītrīs Kleanthous (in greco: Δημήτρης Κλεάνθους; 4 luglio 1964) è un ex calciatore cipriota, di ruolo difensore.

## Carriera

### Club
Ha giocato undici stagioni nella massima serie cipriota con l'APOEL Nicosia.

### Nazionale
Ha giocato la sua unica partita con la nazionale cipriota nel 1993.